# 滕克
滕克，是匈牙利赫维什州所辖的一个村。总面积12.34平方公里，总人口1167，人口密度94.6人/平方公里（2011年1月1日）。